# Saison (sole)
Pour les articles homonymes, voir Saison (homonymie).
Une saison désignait autrefois, en Bourgogne et en Lorraine, une sole de culture.
Cultiver une terre selon un cycle d'assolement, c'était alors saisonner.
Le preneur d'un bail devait aussi, dans la plupart des cas, ne pas dessaisonner, c'est-à-dire dérégler l'assolement, changer la plante cultivée prévue telle année dans le cycle.